# Geoscincus haraldmeieri
Geoscincus haraldmeieri is een hagedis uit de familie skinken (Scincidae).

## Naam
De wetenschappelijke naam van de soort werd voor het eerst voorgesteld door Wolfgang Böhme in 1976. Oorspronkelijk werd de naam Eugongylus haraldmeieri gebruikt.
De wetenschappelijke soortnaam haraldmeieri is een eerbetoon aan de herpetoloog Harald Meier (1922-2007).

## Uiterlijke kenmerken
De lichaamslengte exclusief staart bedraagt tot voor zover bekend tot maximaal 11,2 millimeter waarmee het een relatief grote soort is. De lichaamskleur is bruin, zowel de bovenzijde als de kop. De buikzijde is grijs met kleine, witte vlekjes. De poten zijn bruin tot grijs en hebben een lichtere onderzijde.
De hagedis is van andere skinken te onderscheiden door onder andere het ontbreken van supranasaalschubben, er is slechts een enkele nuchaalschub aanwezig op het achterhoofd. In de gehooropeningen ontbreken vergrote lobben die bij andere skinken wel voorkomen.

## Verspreiding en habitat
De skink komt endemisch voor in Nieuw-Caledonië. De soort is slechts bekend van twee exemplaren die samen werden aangetroffen in een boomstronk op een hoogte van ongeveer 500 meter boven zeeniveau.
Door de internationale natuurbeschermingsorganisatie IUCN wordt de hagedis als 'ernstig bedreigd beschouwd (Critically Endangeredof of CR). Het verspreidingsgebied wordt geschat op minder dan 10 vierkante kilometer.
Ablepharus · 
Anepischetosia · 
Bassiana · 
Caesoris · 
Caledoniscincus · 
Carinascincus · 
Carlia · 
Celatiscincus · 
Cophoscincopus · 
Cryptoblepharus · 
Emoia · 
Epibator · 
Eroticoscincus · 
Eugongylus · 
Geomyersia · 
Geoscincus · 
Graciliscincus · 
Harrisoniascincus · 
Kanakysaurus · 
Lacertaspis · 
Lacertoides · 
Lampropholis · 
Leiolopisma · 
Leptosiaphos · 
Liburnascincus · 
Lioscincus · 
Lobulia · 
Lygisaurus · 
Marmorosphax · 
Menetia · 
Morethia · 
Nannoscincus · 
Oligosoma · 
Panaspis · 
Phaeoscincus · 
Phasmasaurus · 
Phoboscincus · 
Proablepharus · 
Pseudemoia · 
Pygmaeascincus · 
Saproscincus · 
Sigaloseps · 
Simiscincus · 
Tachygyia · 
Techmarscincus · 
Tropidoscincus